# 里仁溪
里仁溪，原寫為女仍溪，是位於台灣屏東縣東南部的縣市管河川。幹流長度2.00公里，流域面積5.88平方公里，分佈於屏東縣牡丹鄉旭海村中北部。主流發源於觀音山南西峰，在下游滙集右岸最大支乾溪及另一無名支流後，轉向東北流並注入太平洋。